# 서울 포스트타워
서울 포스트타워는 서울중앙우체국건물로  대한민국 서울특별시 중구 소공로 70에 위치하고 있다.    
연면적 7만2천718㎡, 지상 21층 지하 7층의 포스트타워는 획일적이고 딱딱한 관공서 이미지를 과감히 탈피해 알파벳 M자 모양의 독창적인 외관과 세련된 디자인으로 관심을 끌고 있다. 헤응  

## 갤러리

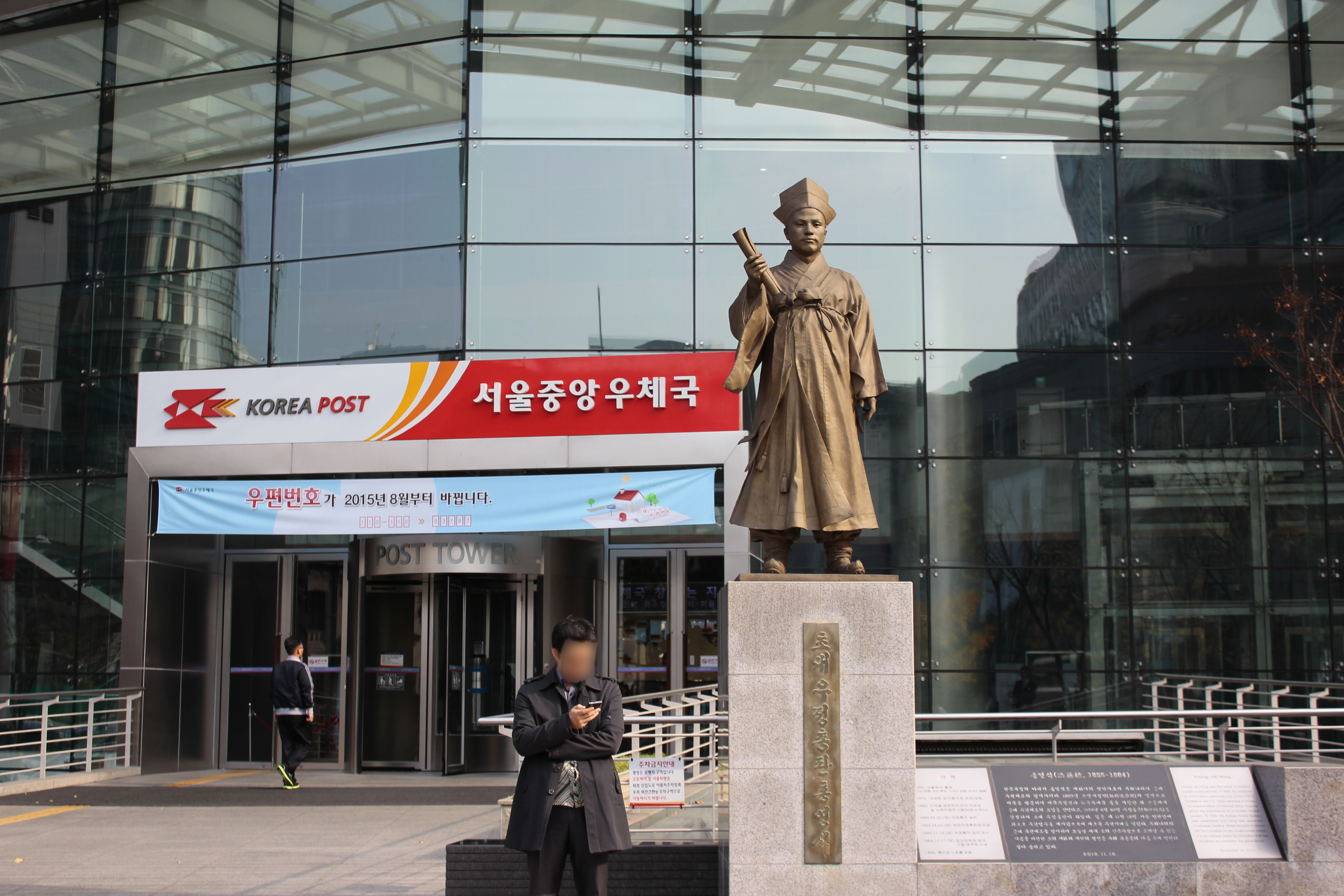
입구

## 같이 보기
- 서울중앙우체국